# Wait Your Turn
Singles de Rihanna
Russian Roulette Hard
Wait Your Turn est une chanson de l'artiste barbadienne Rihanna issue de son quatrième album studio, Rated R (2009). Elle a été écrite par Mikkel S. Eriksen, Tor Erik Hermansen. Saul Milton, Will Kennard, James Fauntleroy II, Takura Tendayi ainsi que par Rihanna elle-même. La production de la chanson a été faite par Stargate (Eriksen et Hermansen) et par Chase & Status (Milton et Kennard). Le titre fut premièrement présenté au public le 3 novembre 2009 en tant que single promotionnel, c'est-à-dire 20 jours avant la sortie de l'album mais ce sera Russian Roulette qui, trois jours plus tard, sera proposé au public avec un clip qui s'imposera en tant que première vidéo de lancement. Wait Your Turn est finalement sorti le 13 novembre 2009 en tant que second single international et troisième en tout de Rated R.
Avant la sortie de Rated R, certaines critiques ont noté la variété des diversités musicales présentes sur l'album, tandis que d'autres ont plus remarqué la forte influence du dubstep dans la chanson. Wait Your Turn se plaça dans le top 20 du UK R&B Chart. La chanson a été interprétée en direct dans le cadre d'un medley avec Hard aux American Music Awards 2009 et sur le plateau de Good Morning America, avec Russian Roulette et Umbrella. La chanson a également été ajoutée à la liste des morceaux du Last Girl on Earth Tour (2010–11). Dans le cadre de la promotion pour la sortie de Rated R, un clip a été réalisé par le collaborateur de longue date de Rihanna, Anthony Mandler.

## Classement par pays
| Classement (2009)                                                          | Meilleure position |
| -------------------------------------------------------------------------- | ------------------ |
| Australie Classement singles (ARIA)                                        | 82                 |
| Irlande (IRMA)[réf. souhaitée]                                             | 32                 |
| Royaume-Uni UK Singles Chart (The Official Charts Company)[réf. souhaitée] | 45                 |
| Royaume-Uni UK R&B Chart (The Official Charts Company)[réf. souhaitée]     | 17                 |
| États-Unis Bubbling Under Hot 100 Singles (Billboard)                      | 10                 |